# ذا كرديش غلوب
ذا كرديش غلوب، المعروفة سابقًا باسم The Hewler Globe، هي أول صحيفة باللغة الإنجليزية تنشر في أربيل في كردستان شمال العراق.
نُشرت لأول مرة في 31 مارس 2005. إن رئيس تحريرها ومؤسسها هو جواد قادر. تم تغيير الاسم من The Hewler Globe إلى ذا كرديش غلوب حيث تضمنت الطبعة قضايا ذات طبيعة كردية شاملة، بما في ذلك جميع أجزاء كردستان في تركيا وإيران والعراق وسوريا، وليس فقط Hewlêr (أربيل بالكردية).
تصدر هذه الصحيفة الأسبوعية كل يوم ثلاثاء، وهي تركز بشكل أساسي على القضايا الكردية التي تتراوح من السياسة إلى الثقافة، وكذلك القضايا والسياسات المتعلقة بالشرق الأوسط.
منافستها الرئيسية هي سوما دايجست، ثاني صحيفة تصدر باللغة الإنجليزية في إقليم كردستان. في حين تم تحرير ذا كرديش غلوب من وجهة نظر حكومة إقليم كردستان، ترتبط سوما دايجست ارتباطًا وثيقًا بالاتحاد الوطني الكردستاني.

## روابط خارجية
- الموقع الرسمي